# Heilig Kreuz (Anzing)
Heilig Kreuz ist ein Gemeindeteil von Anzing im oberbayerischen Landkreis Ebersberg.

## Lage
Der Weiler liegt circa zwei Kilometer nordöstlich von Anzing und ist über die Kreisstraße 5 zu erreichen.

## Pfarreizugehörigkeit
Die Bewohner von Heilig Kreuz gehören kirchlich zur katholischen Pfarrgemeinde in Forstinning.

## Baudenkmäler
Siehe: Liste der Baudenkmäler in Heilig Kreuz